# Terminal Reality
La Terminal Reality (spesso abbreviata in TRI) è stata un'azienda che sviluppava e produceva videogiochi, con sede a Lewisville, Texas. Fondata nel 1994 dall'ex dipendente della Microsoft Mark Randel e dall'ex general manager della Mallard Software Brett Combs, la Terminal Reality ha sviluppato numerosi videogiochi, inclusi simulatori di corsa (come 4x4 EVO 2), videogiochi di azione in 3D (come BloodRayne) ed altri. Faceva parte del gruppo di compagni di sviluppo di videogiochi di Dallas, conosciute come Dallas Gaming Mafia.

## Giochi sviluppati/in sviluppo
| Videogioco                                       | Codename         | Anno | Piattaforme                                                       |
| ------------------------------------------------ | ---------------- | ---- | ----------------------------------------------------------------- |
| Terminal Velocity                                | Velocity Brawl   | 1995 | DOS                                                               |
| Fury3                                            | CyberUI          | 1995 | Windows                                                           |
| F! Zone (Fury3 expansion)                        | FurySE           | 1995 | Windows                                                           |
| Hellbender                                       | Maximum Velocity | 1996 | Windows                                                           |
| Monster Truck Madness                            | Metal Crush      | 1996 | Windows                                                           |
| CART Precision Racing                            | Indy Car         | 1997 | Windows                                                           |
| Monster Truck Madness 2                          | Metal Crush 2    | 1998 | Windows                                                           |
| Fly!                                             |                  | 1999 | Macintosh, Windows                                                |
| Nocturne                                         |                  | 1999 | Windows                                                           |
| Fly! 2K                                          |                  | 2000 | Windows                                                           |
| 4x4 EVO                                          | Metal Crush 3    | 2000 | Windows, Dreamcast, Macintosh, PlayStation 2,                     |
| Blair Witch Volume 1: Rustin Parr                |                  | 2000 | Windows                                                           |
| 4x4 EVO 2                                        | Metal Crush 4    | 2001 | Windows, Nintendo GameCube, Macintosh, PlayStation 2, Xbox        |
| Fly! II                                          |                  | 2001 | Macintosh, Windows                                                |
| BloodRayne                                       |                  | 2002 | Nintendo GameCube, Macintosh, PlayStation 2, Windows, Xbox        |
| RoadKill                                         |                  | 2003 | PlayStation 2, Xbox, Nintendo GameCube                            |
| BloodRayne 2                                     |                  | 2004 | PlayStation 2, Windows, Xbox                                      |
| BlowOut                                          |                  | 2004 | Windows, Nintendo GameCube, PlayStation 2, Xbox                   |
| Æon Flux                                         |                  | 2005 | PlayStation 2, Xbox                                               |
| Metal Slug Anthology                             |                  | 2006 | Wii, PlayStation 2, PSP                                           |
| Spy Hunter: Nowhere to Run                       |                  | 2006 | PlayStation 2, Xbox                                               |
| SNK Arcade Classics Vol. 1                       |                  | 2008 | Wii, PlayStation 2, PSP                                           |
| The King of Fighters Collection: The Orochi Saga |                  | 2008 | Wii, PlayStation 2, PSP                                           |
| Ghostbusters: The Video Game                     | Proton           | 2009 | Windows, Xbox 360, PlayStation 2, PlayStation 3, Wii, Nintendo DS |
| Def Jam Rapstar                                  |                  | 2010 | Xbox 360, PlayStation 3, Wii                                      |
| Kinect Star Wars                                 |                  | 2012 | Xbox 360                                                          |
| The Walking Dead: Survival Instinct              |                  | 2013 | Xbox 360, Playstation 3, PC, Wii U                                |